# Набоб
Набоб или наваб (енгл. Nawab), индијска владарска титула арапског порекла, еквивалентна европској титули кнеза или вицекраља. Сродна је титула наиб, која је коришћена за обласне намеснике у северној Африци и Сирији, као и у Османском царству.

## Историја

### Индија
Пореклом од арапске речи наиб, што значи намесник, набоб је првобитно била титула обласних намесника (гувернера) у царству Могула. Са распадом Могулског царства (после 1707) набоби су постали практично независни обласни господари својих провинција, само формално потчињени Великом Могулу (падишаху) у Делхију. Ова титула била је резервисана за муслиманске владаре у Индијиː хиндуистички владари носили су титулу раџа, практично истог значења.

### Наиб
Арапска титула наиб широко је коришћена за обласне намеснике у муслиманским земљама у северној Африци и Сирији пре османског освајања у 16. веку, као и за судске чиновнике у арапским провинцијама Османског царства од 16. до 19. века.

### У пренесеном значењу
У пренесеном значењу реч набоб корићена је за чиновнике Британске источноиндијске компаније који су стекли богатство у Индији, а касније за велике богаташе уопште.